# Круковська Юлія Йосипівна
Юлія Йосипівна (Осипівна) Круковська (в шлюбі Бубновська; 1850, Мглинський повіт - 1913, Мглин) - революціонерка, народниця. 
Двоюрідна тітка української письменниці Лесі Українки.

## Біографія
Народилася у дворянській родині Стародубського повітового наглядача училищ, колезького асесора. Закінчила Чернігівську жіночу гімназію. До 1875 жила у батька. Вела просвітницьку та освітню діяльність серед селян за місцем проживання в селі Басівка Мглинського повіту, поблизу Хорнівки Шумарівської волості.
Переїхала до Києва до родичів, надійшла помічницею наглядачки до притулку для дітей робітників. Завідувачкою притулку була її двоюрідна сестра Олена Антонівна Косач. Познайомилася та зблизилася з представниками революційного народництва. Залучалася до дізнання, що виник у 1876 році, у справі про злочинне співтовариство в Єлизаветграді, за фактом надання допомоги у доставці паспорта Ганні Макаревич, з яким та поїхала за кордон.
Навесні 1877 року звільнилася з притулку та відкрила у Києві загальнодоступну їдальню. З 23 квітня 1877 року за розпорядженням начальника Київського губернського жандармського управління підпорядкована негласному поліцейському нагляду. За Високим наказом від 26 липня 1877 року справа про неї за нестачею доказів припинено.
Брала участь у протиурядовій революційній діяльності спільно з членами гуртка Л. Дейча та Я. Стефановича . 10 – 13 вересня 1877 року під ім'ям сестри І. Бохановського допомагала із П. Рохальським звільнити від обладнання та матеріалів конспіративну квартиру, де містилася таємна друкарня.
Наприкінці 1877 року заарештовано за постановою Київського губернського жандармського управління. Утримувалася в ув'язненні у Київській Лук'янівській в'язниці у зв'язку з Чигиринською змовою. Віддана суду за звинуваченням у «приховуванні та винищуванні слідів злочину» Стефановича, Дейча та ін. З 6 по 8 липня 1879 року судилася Київською сполученою судовою палатою. 8 липня 1879 року за вироком суду визнано винною у приховуванні слідів друкування в таємній друкарні злочинних творів і засуджено до позбавлення всіх правий і переваг і посилання в Іркутську губернію з забороною будь-яких відлучень із місця посилання протягом трьох із половиною років.
17 січня 1881 року, після перегляду справи Урядовим Сенатом, засуджено до каторжних робіт на 13 років 8 місяців. Влітку 1881 перебувала у Красноярській в'язниці, куди прибула з Мценської пересилальної в'язниці. На Карійську каторгу прибула у лютому 1882 року.
У 1885 році випущена у вільну команду. Торішнього серпня 1890 року вийшла поселення. Жила у Читі. У 1886 році одружилася з колишнім політкаторжанином Миколою Бубновським (1852 - після 1903). Після закінчення терміну поселення виїхала до Європейської частини Російської імперії.
Померла на батьківщині, у Мглині, у 1913 році. Похована на цвинтарі при церкві Миколи Чудотворця.
На обеліску із сірого граніту (хрест втрачений) напис: «Господи, заспокой душу її в царстві Своїм дорогою моєї страждальниці Юлінисі, що боролася за братерство, рівність, свободу і незалежність усіх націй і станів без різниці станів і станів».